# Hondón de las Nieves
Hondón de las Nieves è un comune spagnolo situato nella comunità autonoma Valenciana.